# Tom Preissing
Tom Preissing, född 3 december 1978, är en amerikansk före detta professionell ishockeyspelare som spelade sex säsonger i National Hockey League (NHL). Han spelade 326 matcher för lagen San Jose Sharks, Ottawa Senators, Los Angeles Kings och Colorado Avalanche.

## Statistik

### Klubbkarriär
| 1997–98    | Green Bay Gamblers  | USHL       | 56  | 8  | 13  | 21  | 30 | 4  | 0 | 2  | 2  | 2  |
| 1998–99    | Green Bay Gamblers  | USHL       | 53  | 18 | 37  | 55  | 40 | 6  | 3 | 6  | 9  | 2  |
| 1999–00    | Colorado College    | WCHA       | 36  | 4  | 14  | 18  | 20 | —  | — | —  | —  | —  |
| 2000–01    | Colorado College    | WCHA       | 33  | 6  | 18  | 24  | 26 | —  | — | —  | —  | —  |
| 2001–02    | Colorado College    | WCHA       | 43  | 6  | 26  | 32  | 42 | —  | — | —  | —  | —  |
| 2002–03    | Colorado College    | WCHA       | 42  | 23 | 29  | 52  | 16 | —  | — | —  | —  | —  |
| 2003–04    | San Jose Sharks     | NHL        | 69  | 2  | 17  | 19  | 12 | 11 | 0 | 1  | 1  | 0  |
| 2004–05    | Krefeld Pinguine    | DEL        | 33  | 1  | 6   | 7   | 32 | —  | — | —  | —  | —  |
| 2005–06    | San Jose Sharks     | NHL        | 74  | 11 | 32  | 43  | 26 | 11 | 1 | 6  | 7  | 4  |
| 2006–07    | Ottawa Senators     | NHL        | 80  | 7  | 31  | 38  | 18 | 20 | 2 | 5  | 7  | 10 |
| 2007–08    | Los Angeles Kings   | NHL        | 77  | 8  | 16  | 24  | 16 | —  | — | —  | —  | —  |
| 2008–09    | Los Angeles Kings   | NHL        | 22  | 3  | 4   | 7   | 6  | —  | — | —  | —  | —  |
| 2008–09    | Manchester Monarchs | AHL        | 14  | 2  | 4   | 6   | 6  | —  | — | —  | —  | —  |
| 2009–10    | Lake Erie Monsters  | AHL        | 49  | 9  | 22  | 31  | 38 | —  | — | —  | —  | —  |
| 2009–10    | Colorado Avalanche  | NHL        | 4   | 0  | 1   | 1   | 0  | —  | — | —  | —  | —  |
| 2010–11    | Barys Astana        | KHL        | 2   | 1  | 0   | 1   | 0  | —  | — | —  | —  | —  |
| 2011–12    | EHC Biel            | NLA        | 29  | 5  | 2   | 7   | 4  | 2  | 1 | 1  | 2  | 0  |
| 2012–13    | Rögle BK            | SHL        | 29  | 5  | 7   | 12  | 10 | —  | — | —  | —  | —  |
| 2012–13    | TPS                 | Liiga      | 20  | 3  | 5   | 8   | 16 | —  | — | —  | —  | —  |
| NHL totalt | NHL totalt          | NHL totalt | 326 | 31 | 101 | 132 | 78 | 42 | 3 | 12 | 15 | 14 |